# Embawang
Embawang is een bestuurslaag in het regentschap Muara Enim van de provincie Zuid-Sumatra, Indonesië. Embawang telt 1055 inwoners (volkstelling 2010).